# ويليامزبرغ (فرجينيا)
مدينة ويليامزبرغ في ولاية فرجينيا في الولايات المتحدة الأمريكية، وهي مدينة صغيرة وقريبة من نهر جيمز. هي أيضاً من أقدم مدن في الولايات المتحدة. تاريخ مدينة ويليامزبرغ بدأ في سنة 1632 عندما أقام بعض الإنجليز في فرجينيا في المنطقة الشمالية من مدينة جيمستاون التي كانت أول مدينة إنجليزية نجحت في أمريكا. في هذا الوقت ما كان اسم المدينة الجديدة «ويليامزبرغ.» كان اسمها الأول «ميدل بلانتاشن» - «مزرعة منتصفة» في اللغة العربية - واسمها أصبح «ويليامزبرغ» في سنة 1699. في هذه السنة مدينة ويليامزبرغ أصبحت عاصمة فرجينيا. العاصمة كانت مدينة جيمستاون ولكن بعد سنة 1698 ما كانت بناية العاصمة فيها بسبب حريق. بالإضافة إلى ذلك كانت الرطوبة في مدينة جيمستاون عالية جداً. بعد ذلك بحوالي 80 سنة، في حرب الأمريكيين والإنجليز، أصبحت مدينة ريتشموند العاصمة لأن سفر الجيش الإنجليزي إلى مدينة ويليامزبرغ كان أمراً صعباً.
الآن مدينة ويليامزبرغ هي مدينة للتعليم وللسياحة. سكان المدينة حوالي 12500 شخص فقط ولكن السياحة فيها أكبر من كل المدن الأخرى في ولاية فرجينيا. لذلك في المدينة مطاعم كثيرة وعدة فنادق. أيضاً في مدينة ويليامزبرغ كلية ويليام وماري يدرس فيها حوالي 8000 طالب.

## التركيبة السكانية
حدّد مكتب تعداد الولايات المتحدة بيانات التركيبة السكانية لويليامزبرغ في تعداد الولايات المتحدة. في ما يلي، التركيبة السكانية حسب تعدادي 2000 و2010.

### تعداد عام 2000
بلغ عدد سكان ويليامزبرغ 11,998 نسمة بحسب تعداد عام 2000، وبلغ عدد الأسر 3,619 أسرة وعدد العائلات 1,787 عائلة مقيمة في المدينة. في حين سجلت الكثافة السكانية 509 نسمة لكل كيلومتر مربع (1,318.3/ميل2). وبلغ عدد الوحدات السكنية 3,880 وحدة بمتوسط كثافة قدره 164.6 لكل كيلومتر مربع (426.3/ميل2).
وتوزع التركيب العرقي للمدينة بنسبة 79.54% من البيض و13.34% من الأمريكيين الأفارقة و0.27% من الأمريكيين الأصليين و4.58% من الأمريكيين ذوي الأصول الآسيوية و0.06% من سكان جزر المحيط الهادئ و0.75% من الأعراق الأخرى و1.47% من عرقين مختلطين أو أكثر و2.52% من الهسبانيون أو اللاتينيون من أي عرق.
بلغ عدد الأسر 3,619 أسرة كانت نسبة 18.4% منها لديها أطفال تحت سن الثامنة عشر تعيش معهم، وبلغت نسبة الأزواج القاطنين مع بعضهم البعض 37.2% من أصل المجموع الكلي للأسر، ونسبة 9.6% من الأسر كان لديها معيلات من الإناث دون وجود شريك، بينما كانت نسبة 2.5% من الأسر لديها معيلون من الذكور دون وجود شريكة وكانت نسبة 50.6% من غير العائلات. تألفت نسبة 35.9% من أصل جميع الأسر من عدة أفراد يعيشون في نفس المنزل ونسبة 11.4% كانت تتألف من شخص يعيش بمفرده يبلغ من العمر 65 عاماً أو أكثر. وبلغ متوسط حجم الأسرة المعيشية 2.07، أما متوسط حجم العائلات فبلغ 2.66.
بلغ العمر الوسطي للسكان 22.6 عاماً. وكانت نسبة 9.5% من القاطنين تحت سن الثامنة عشر، وكانت نسبة 10.9% بين الثامنة عشر والرابعة والعشرين عاماً، ونسبة 16.7% كانت واقعةً في الفئة العمرية ما بين الخامسة والعشرين والرابعة والأربعين عاماً، ونسبة 14.7% كانت ما بين الخامسة والأربعين والرابعة والستين، ونسبة 10.7% كانت ضمن فئة الخامسة والستين عاماً فما فوق. يوجد لكل 100 أنثى 85.6 ذكر، ويوجد لكل 100 أنثى في الثامنة عشر من عمرها فما فوق 85.4 ذكر.
بلغ متوسط دخل الأسرة في المدينة 37,093 دولارًا، أما متوسط دخل العائلة فبلغ 52,358 دولارًا. وكان متوسط دخل الذكور 28,625 دولارًا مقابل 26,840 دولارًا للإناث. وسجل دخل الفرد الخاص بالمدينة 18,483 دولارًا. وكانت نسبة 9.3% من العائلات ونسبة 18.3% من السكان تحت خط الفقر، وكان من هؤلاء نسبة 30% تحت سن الثامنة عشر ونسبة 5.5% في الخامسة والستين من العمر وما فوق.

### تعداد عام 2010
بلغ عدد سكان ويليامزبرغ 14,068 نسمة بحسب تعداد عام 2010، وبلغ عدد الأسر 4,571 أسرة وعدد العائلات 2,252 عائلة مقيمة في المدينة. في حين سجلت الكثافة السكانية 596.9 نسمة لكل كيلومتر مربع (1,546.0/ميل2). وبلغ عدد الوحدات السكنية 5,176 وحدة بمتوسط كثافة قدره 219.6 لكل كيلومتر مربع (568.8/ميل2).
وتوزع التركيب العرقي للمدينة بنسبة 73.98% من البيض و13.99% من الأمريكيين الأفارقة و0.27% من الأمريكيين الأصليين و5.74% من الأمريكيين ذوي الأصول الآسيوية و0.04% من سكان جزر المحيط الهادئ و2.51% من الأعراق الأخرى و3.48% من عرقين مختلطين أو أكثر و6.69% من الهسبانيون أو اللاتينيون من أي عرق.
بلغ عدد الأسر 4,571 أسرة كانت نسبة 17.7% منها لديها أطفال تحت سن الثامنة عشر تعيش معهم، وبلغت نسبة الأزواج القاطنين مع بعضهم البعض 36.8% من أصل المجموع الكلي للأسر، ونسبة 9.4% من الأسر كان لديها معيلات من الإناث دون وجود شريك، بينما كانت نسبة 3.2% من الأسر لديها معيلون من الذكور دون وجود شريكة وكانت نسبة 50.7% من غير العائلات. تألفت نسبة 31.4% من أصل جميع الأسر من عدة أفراد يعيشون في نفس المنزل ونسبة 9.9% كانت تتألف من شخص يعيش بمفرده يبلغ من العمر 65 عاماً أو أكثر. وبلغ متوسط حجم الأسرة المعيشية 2.17، أما متوسط حجم العائلات فبلغ 2.66.
بلغ العمر الوسطي للسكان 23.8 عاماً. وكانت نسبة 10% من القاطنين تحت سن الثامنة عشر، وكانت نسبة 42.5% بين الثامنة عشر والرابعة والعشرين عاماً، ونسبة 18.1% كانت واقعةً في الفئة العمرية ما بين الخامسة والعشرين والرابعة والأربعين عاماً، ونسبة 16% كانت ما بين الخامسة والأربعين والرابعة والستين، ونسبة 13.4% كانت ضمن فئة الخامسة والستين عاماً فما فوق. وتوزع التركيب الجنسي للسكان بنسبة 47.1% ذكور و52.9% إناث.

## المناخ
يظهر الجدول التالي التغييرات المناخية على مدار السنة لويليامزبرغ:
| البيانات المناخية لـويليامزبرغ      | البيانات المناخية لـويليامزبرغ | البيانات المناخية لـويليامزبرغ | البيانات المناخية لـويليامزبرغ | البيانات المناخية لـويليامزبرغ | البيانات المناخية لـويليامزبرغ | البيانات المناخية لـويليامزبرغ | البيانات المناخية لـويليامزبرغ | البيانات المناخية لـويليامزبرغ | البيانات المناخية لـويليامزبرغ | البيانات المناخية لـويليامزبرغ | البيانات المناخية لـويليامزبرغ | البيانات المناخية لـويليامزبرغ | البيانات المناخية لـويليامزبرغ |
| الشهر                               | يناير                          | فبراير                         | مارس                           | أبريل                          | مايو                           | يونيو                          | يوليو                          | أغسطس                          | سبتمبر                         | أكتوبر                         | نوفمبر                         | ديسمبر                         | المعدل السنوي                  |
| ----------------------------------- | ------------------------------ | ------------------------------ | ------------------------------ | ------------------------------ | ------------------------------ | ------------------------------ | ------------------------------ | ------------------------------ | ------------------------------ | ------------------------------ | ------------------------------ | ------------------------------ | ------------------------------ |
| متوسط درجة الحرارة الكبرى °ف (°م)   | 47.4 (8.6)                     | 51.0 (10.6)                    | 59.2 (15.1)                    | 69.3 (20.7)                    | 76.4 (24.7)                    | 83.8 (28.8)                    | 87.3 (30.7)                    | 85.3 (29.6)                    | 79.4 (26.3)                    | 69.9 (21.1)                    | 60.9 (16.1)                    | 50.7 (10.4)                    | 68.4 (20.2)                    |
| متوسط درجة الحرارة الصغرى °ف (°م)   | 29.6 (−1.3)                    | 31.5 (−0.3)                    | 37.7 (3.2)                     | 46.4 (8.0)                     | 55.5 (13.1)                    | 64.3 (17.9)                    | 68.8 (20.4)                    | 67.6 (19.8)                    | 61.4 (16.3)                    | 49.8 (9.9)                     | 40.7 (4.8)                     | 32.7 (0.4)                     | 48.8 (9.3)                     |
| الهطول إنش (مم)                     | 3.70 (94)                      | 3.25 (83)                      | 4.33 (110)                     | 3.70 (94)                      | 4.00 (102)                     | 3.33 (85)                      | 5.43 (138)                     | 5.25 (133)                     | 4.90 (124)                     | 3.46 (88)                      | 3.27 (83)                      | 3.55 (90)                      | 48.16 (1٬223)                  |
| متوسط تساقط الثلوج إنش (سم)         | 1.8 (4.6)                      | 2.1 (5.3)                      | 0.2 (0.51)                     | 0.1 (0.25)                     | 0 (0)                          | 0 (0)                          | 0 (0)                          | 0 (0)                          | 0 (0)                          | 0 (0)                          | 0.3 (0.76)                     | 0.6 (1.5)                      | 5.1 (12.92)                    |
| متوسط أيام هطول الأمطار (≥ 0.01 in) | 10.2                           | 9.3                            | 10.2                           | 10.2                           | 10.5                           | 9.6                            | 11.8                           | 10.3                           | 8.6                            | 7.8                            | 8.8                            | 10.2                           | 117.6                          |
| متوسط الأيام المثلجة (≥ 0.1 in)     | 0.6                            | 0.7                            | 0.2                            | 0                              | 0                              | 0                              | 0                              | 0                              | 0                              | 0                              | 0                              | 0.3                            | 2.0                            |
| المصدر: NOAA                        |                                |                                |                                |                                |                                |                                |                                |                                |                                |                                |                                |                                |                                |

## أعلام
- لورانس تايلور
- لاري هينيسي
- ستيفن مارلو
- أديلايدا أفاغيان
- جون بلير، الابن
- هندرسون فورسيث
- بروس هورنزباي
- دونالد ريغان
- بيتن راندولف
- إدموند راندولف